# Stortjärnen (Laxsjö socken, Jämtland, 709585-145475)
Stortjärnen är en sjö i Krokoms kommun i Jämtland och ingår i Indalsälvens huvudavrinningsområde.